# Пожарево (Силістринська область)
Пожа́рево (болг. Пожарево) — село в Силістринській області Болгарії. Входить до складу общини Тутракан.

## Населення
За даними перепису населення 2011 року у селі проживали 136 осіб, з них 134 особи (98,5%) — болгари.
Розподіл населення за віком у 2011 році:
Динаміка населення: